# Ayuntamiento de Adelaide
El Ayuntamiento de Adelaide es un edificio emblemático de King William Street en Adelaide, Australia Meridional, Australia que junto al edificio de oficinas de 25 Pirie Street alberga el consistorio de la ciudad.

## Descripción e historia
Fue diseñado por Edmund Wright y EJ Woods, y la construcción de Charles Farr comenzó en 1863 y se completó en 1866. La torre, cuya primera piedra se colocó el 13 de enero de 1864, lleva el nombre del Príncipe Alberto y es un poco más corta que la Torre Victoria de la GPO al otro lado de King William Street. El famoso Panorama de Townsend Duryea de 1865 fue tomado desde la Torre Albert. El reloj, de Thomas Gaunt & Co de Melbourne, fue donado por Lavington Bonython e instalado en 1935.

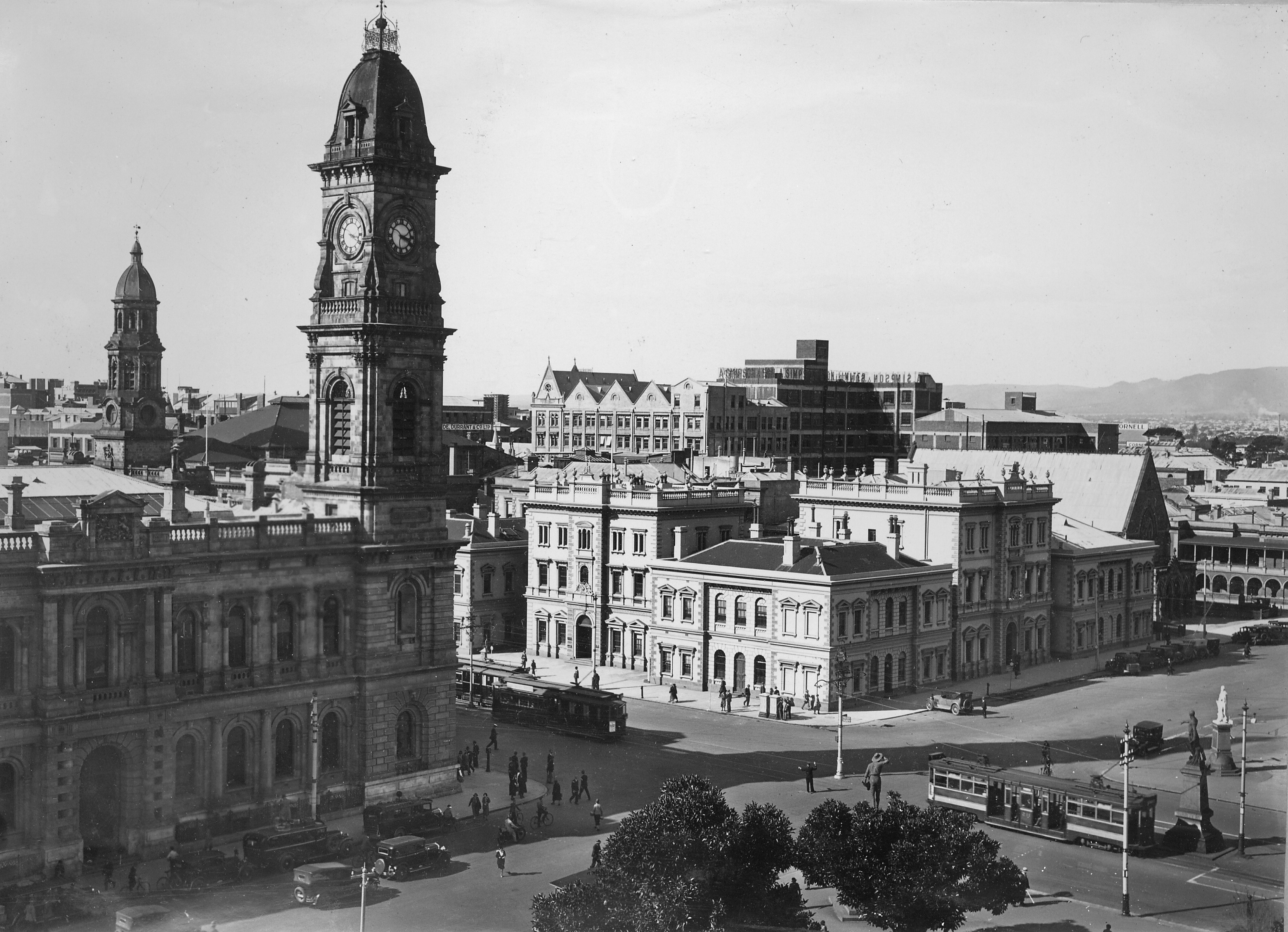
GPO con Albert Tower al fondo 1950

Fue el lugar el 1 de agosto de 1895 para la reunión inaugural de la Liga de la Federación de Australasia de Australia Meridional, esta organización se formó en una reunión convocada siete meses antes por la Asociación de Nativos de Australia en la colonia. Esta liga fue la principal organización que hizo campaña a favor de la federación en el sur de Australia. La reunión fue una reunión pública importante a la que asistieron muchos australianos del sur prominentes. La reunión también se destacó por la gran cantidad de mujeres que asistieron.
El salón es famoso por una aparición de The Beatles en el balcón en 1964, que atrajo a un estimado  300.000 fans, su mayor multitud. Es la principal sala de conciertos de la Orquesta Sinfónica de Adelaide, y tiene instalaciones de centro de funciones disponibles para alquilar. Como sede de conciertos sinfónicos, su acústica y sentido de la historia han sido a menudo elogiados.
Figura en el Registro del Patrimonio Nacional.

### Órgano

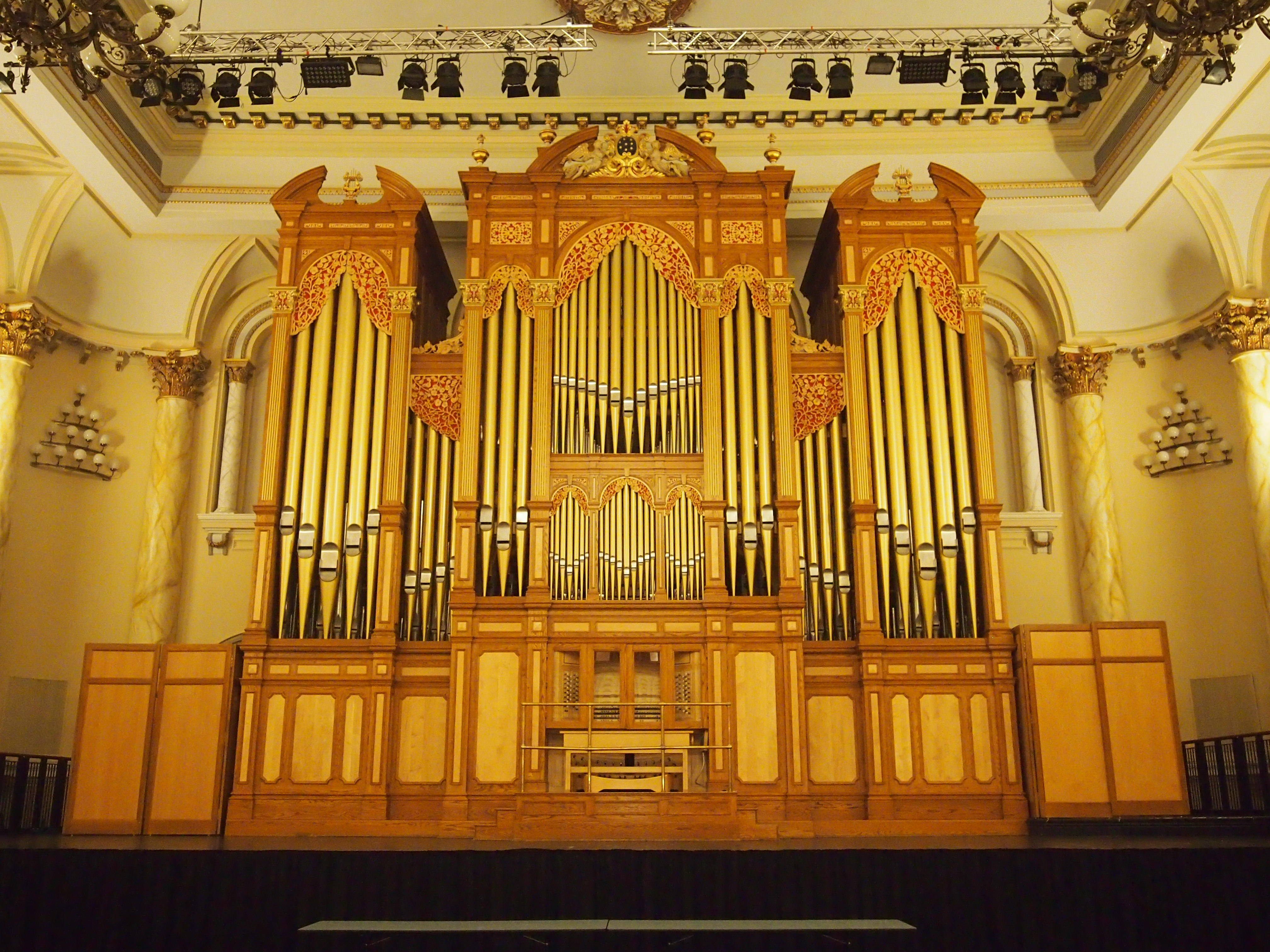
El órgano de tubos de 1989

Tras la inauguración oficial en 1866, se inició una campaña para conseguir un órgano de tubos para el Auditorio. Los músicos aficionados de la ciudad realizaron dos conciertos que recaudaron £ 120 para el Organ Fund, solo para ver que el dinero se usó para liquidar la cuenta pendiente de Albert Bells. En 1869, se formó la Sociedad Filarmónica de Adelaide y el coro organizó 25 conciertos durante los siguientes seis años para recaudar más de 500 libras esterlinas para el Organ Fund. El costo estimado del órgano fue de 1.200 libras esterlinas y el consejo se había comprometido a contribuir con 600 libras esterlinas. En 1875, el Consejo ordenó un órgano a los fabricantes de Londres, William Hill & Son. Como compromiso sobre el costo, el Consejo decidió que Hill & Son construyera el órgano para que pudiera ampliarse en años posteriores. El costo total llegó a £2106.16s.9d. El concierto de apertura se llevó a cabo el 2 de octubre de 1877, pero no pasó mucho tiempo antes de que comenzara una campaña para ampliar el órgano agregando paradas solistas y esta actualización se completó en 1885. El motor hidráulico fue reemplazado en 1923 por un motor eléctrico, pero después de frecuentes críticas de que estaba desactualizado, su funcionamiento era torpe y necesitaba un ajuste completo al paso estándar internacional, el Consejo finalmente votó para reemplazar la tubería original de un siglo de antigüedad. órgano, con uno nuevo fabricado por JW Walker and Sons, de Brandon, Suffolk, Inglaterra, e instalado en 1989.
Inicialmente, el puesto de organista de la ciudad era honorario, con George Oughton en el taburete de 1879 a 1884 y TH Jones de 1885 a 1891. Cuando se convirtió en un puesto asalariado, se esperaba que se nombrara a Jones, pero en cambio fue para WR Pybus, quien sirvió desde mayo de 1891 hasta septiembre de 1917. Jones luego siguió, de 1917 a 1923, WR Knox 1923-1928, John Dempster 1929-1932 y Harold Wylde 1932-1966, sucedido por JV Peters.

## En arte
- Una acuarela del Ayuntamiento pintada por el artista inglés Edmund Gouldsmith fue el tema de un sello postal de 43 centavos de la Oficina de Correos de Australia en 1990.[9]